# Korean Film Council
Das Korean Film Council (KOFIC) ist die südkoreanische Filmförderungsbehörde und steht in Dienstherrschaft des Ministeriums für Kultur, Sport und Tourismus.
Das KOFIC verwaltet den südkoreanischen Filmförderfonds. Während knapp die Hälfte des Fonds durch die Regierung finanziert wird, fließen auch 3 % der Einnahmen durch verkaufte Kinotickets in den Fonds mit ein. Ursprünglich war Aufschlag auf Kinotickets nur temporär von 2007 bis 2014, wurde allerdings um sieben Jahre verlängert. KOFIC fördert finanziell Independentfilme, Kurzfilme und Dokumentarfilme. 2014 lag die Förderung umgerechnet bei etwa 52,6 Mio. US-Dollar. Des Weiteren unterstützt KOFIC die internationale Vermarktung südkoreanischer Filmproduktionen und fördert Koproduktionen mit ausländischen Filmindustrien. Außerdem bietet KOFIC Anreize für ausländische Produktionsunternehmen, in Südkorea Filmszenen zu drehen.
Es ist vergleichbar mit Frankreichs Centre national du cinéma et de l’image animée (CNC). Ein Unterschied ist, dass das CNC auch die Fernsehindustrie fördert, während KOFIC einzig die Filmindustrie fördert.

## Geschichte
Am 3. April 1973 wurde die Motion Picture Promotion Corporation (MPPC) gegründet, die offiziell südkoreanische Filme unterstützen sollte, allerdings ein verlängerter Arm des Regimes war, um die Filmindustrie zu kontrollieren und Zensur entlang der Ideale der Regierung zu betreiben. 1984 gründete die MPPC die Filmhochschule KAFA. Nach der Demokratisierung Südkoreas ab Ende der 1980er Jahre änderte sich auch die Rolle der MPPC. Unter Kim Dae-jungs Regierung wurde die Organisation 1999 umstrukturiert, was quasi einer Neugründung gleichkam, und umbenannt zur Korean Film Commission. 2004 erfolgte eine erneute Umbenennung in Korean Film Council um Verwechslungen mit lokalen Filmkommissionen vorzubeugen. 2013 verlegte KOFIC seinen Sitz nach Busan im Zuge eines Regierungsprogramms zur Dezentralisierung öffentlicher Behörden.